# Prunus cerasus
Il ciliegio aspro (Prunus cerasus L., 1753), o ciliegio acido, è un albero da frutto appartenente alla famiglia delle Rosacee.
Il frutto del ciliegio acido è simile alla ciliegia del ciliegio dolce (Prunus avium).

## Descrizione
Il ciliegio acido è un piccolo albero di altezza compresa tra i 2 e gli 8 metri, con chioma piramidale, foglie lunghe 5–8 cm e picciolo più piccolo rispetto al Prunus avium. È una latifoglia caduca nobile dei nostri boschi, avendo legno più pregiato del ciliegio dolce. È longevo, potendo raggiungere età plurisecolari. I frutti sono eduli anche negli esemplari selvatici e sono caratterizzati da ottima messa a dimora del seme.
Il tronco è eretto e con corteccia liscia caratterizzata da striature orizzontali. La fioritura, solitamente in zone collinari o pianeggianti, si verifica intorno al mese di marzo, mentre in zone montane avviene più tardi, verso aprile. I fiori sono del diametro di 2–3 cm con petali bianchi, in piccole ombrelle di 2-4 elementi su peduncoli di 3–4 cm.
I frutti sono delle drupe, rette da un peduncolo corto e sottile e hanno forma sferica di 10–15 mm. Sono di colore rosso vivo che scurisce con la maturazione. La buccia è sottile e racchiude una polpa molto succosa di sapore acido-amarognolo che diventa dolce a maturazione completa. Al centro del frutto vi è un nòcciolo, il seme di forma sferica e di colore chiaro che racchiude una mandorla dal sapore amarognolo.

## Distribuzione e habitat
L'origine è incerta. Per alcuni autori il ciliegio aspro proviene dall'Asia occidentale, dall'Europa dell'est o dal Medio Oriente, dalle regioni dell'Armenia e del Caucaso, altri lo considerano endemico dell'Europa centro-orientale, in quanto numerosi semi di ciliegio sono stati rinvenuti in siti preistorici centro-europei. Una leggenda narra che l'abbia portato in Italia un generale romano, Lucullo, conosciuto per la sfarzosità dei suoi banchetti. In alcuni antichi scritti si legge che Lucullo raccolse la pianta a Cerasunte, città dell'Asia Minore, e la trapiantò nei suoi giardini intorno al 65 a.C. Oggi si rinviene spontanea nei boschi, sporadicamente fino a circa 1000 metri d'altezza.

## Tassonomia
Tra le varietà di ciliegio acido si distinguono le seguenti, con frutti di diverso colore e diversa acidità:
- amareno (Prunus cerasus var. amarena), la varietà più diffusa, con frutti di colore rosso chiaro e sapore amarognolo, leggermente acido (le amarene);
- visciolo (Prunus cerasus var. austera), chiamato nei paesi anglosassoni morello cherry, con frutti di colore rosso intenso e sapore relativamente dolce, leggermente acido (le visciole);
- marasco (Prunus cerasus var. marasca), con frutti piccoli di colore rosso-nerastro e sapore molto amaro e acido (le marasche);
- ciliegio di Montmorency, con frutti di colore rosso chiaro.

## Coltivazione
Si adatta facilmente a ogni clima e non ha bisogno di particolari attenzioni, crescendo spesso anche in forma selvatica. Ama il sole, ma resiste anche alle basse temperature così come sopporta anche la siccità. Non ha particolari richieste per il terreno, cresce adattandosi a qualunque tipo.

## Utilizzi
I frutti trovano largo uso in ambito culinario dove vengono usati per la produzione di sciroppi, confetture, frutta candita, frutta sciroppata o sotto spirito e liquori come il vino di visciole, il maraschino e la ginjinha. Sono molto ricchi di vitamina C e vitamina B. 
Anche le foglie trovano uso nella produzione di un liquore. Piatto tipico della cucina romana è la crostata ricotta e visciole.
Nella cucina persiana esiste il riso al ciliegio aspro. 
Particolare è l'uso dei peduncoli dei frutti che vengono raccolti a piena maturazione e lasciati essiccare al sole. Hanno proprietà diuretiche e sono considerati un sedativo delle vie urinarie. Si utilizzano, quindi, come potente diuretico, per cistite e per insufficienza renale. È un'erba medicinale.
Il legno, pregiato come combustibile e per falegnameria, ha durame giallastro e alburno rosato venato di rosso, molto simile al ciliegio dolce.